# Burian Ledečský z Říčan
Burian Ledečský z Říčan (cca 1480 – asi 1541) byl český šlechtic, člen rodu pánů z Říčan a hejtman Čáslavského kraje.

## Životopis
Otcem Buriana Ledečského byl patrně Jan Ledečský z Říčan, matkou „paní Ledecká“, která mohla být sestrou Mikuláše Trčky z Lípy. Ten byl poručníkem jejích dětí. Burian převzal rodové majetky po roce 1501, kdy byl Mikuláš Trčka z Lípy naposledy zmíněn jako správce Ledče. Roku 1509 zemřela Burianova manželka paní Žofka ze Sovince společně s jejich dvěma syny a dvěma služkami během tance v sále ledečského hradu, kdy se všichni propadli podlahou. Palác s propadlou podlahou nechal Burian posléze přestavět. Do téže doby spadá přestavba ledečského kostela.  
V roce 1514 je Burian Ledečský z Říčan doložen jako hejtman Čáslavského kraje společně s Janem Svatbou z Otradovic na Zbraslavicích. Během roku 1515 se stal přísedícím komorního soudu za panský stav. Při komorním soudu zasedal i v následujících letech.  V letech 1522 - 1523 zasedal dokonce při zemském soudu. Roku 1539 potvrdil Burian Ledečský z Říčan privilegia městu Ledeč, především pak právo svatohavelského trhu.
Burian Ledečský zemřel kolem roku 1541 a ledečská větev pánů z Říčan jím vymřela po meči. Burianova dcera Markéta byla manželkou Zdeňka Meziříčského z Lomnice, který se stal dědicem ledečského panství.  